# Trofa (Águeda)
Trofa is een plaats (freguesia) in de Portugese gemeente Águeda en telt 2 680 inwoners (2001).